# Friederike Pondelik
Friederike Pondelik (geboren 19. Mai 1943 in Leipzig; gestorben 18. Dezember 2001 ebenda) war eine deutsche Grafikerin, Typografin und Buchgestalterin.

## Leben
Friederike Pondeliks Vater Herbert Pondelik war promovierter Zahnarzt in Leipzig. Sie absolvierte bis 1961 in Leipzig die Erweiterte Oberschule und machte nach dem Abitur ein praktisches Jahr in einem Leipziger grafischen Großbetrieb. Von 1962 bis 1967 studierte sie bei Irmgard Horlbeck-Kappler, Egon Pruggmayer und Walter Schiller an der Hochschule für Grafik und Buchkunst Leipzig. Nach dem Diplom war sie in Leipzig freiberuflich als Grafikerin für verschiedene Verlage, für Ausstellungen und Messen tätig.
1973 wurde sie unter dem damaligen Verlagsleiter Hans Marquardt künstlerische Leiterin im Verlag Philipp Reclam jun. Leipzig. Dass eine Frau eine solche Position innehatte, war in der DDR eine große Ausnahme. Als geschätzte Buchgestalterin war sie einige Jahre auch Mitglied in der Jury des Wettbewerbs Schönste Bücher der DDR. Sie war bis 1990 Mitglied des Verbands Bildender Künstler der DDR.
Mit der Wende kam das Ende des Verlags Reclam Leipzig, der 1950 nach dem Umzug der Eigentümerfamilie von Leipzig nach Westdeutschland unter Treuhandschaft gestellt worden war. Versuche, Reclam Leipzig als eigenständigen Verlag mit dem bekannten Profil zu erhalten und in eine Stiftung zu überführen, scheiterten. 1992 wurde das Leipziger Stammhaus des Reclam-Verlags, der seit 1950 seinen Sitz in Ditzingen bei Stuttgart hatte, von der Treuhandanstalt an die frühere Eigentümerfamilie rückübertragen. Damit endete für Friederike Pondelik ihre Zeit im Verlag. Ab 1993 arbeitete sie freiberuflich, unter anderem für den Leipziger Bibliophilen-Abend, für die Sisyphos-Presse bei Faber & Faber und einen Kinderbuch-Verlag und gründete in Leipzig die Naunhof Press.
Friederike Pondelik wurde auf dem Leipziger Südfriedhof bestattet.

## Ehrungen
- 1981: Wilhelm-Bracke-Medaille in Silber für vorbildliche Leistungen im Dienste des Buches.
- 15. Februar 2002: Gedenkkonzert im Mendelssohn-Haus Leipzig[1]

## Werk
Bei den von ihr neu gestalteten Einbänden der Taschenbuchreihe Reclams Universalbibliothek setzte sie Fotos und Abbildungen zahlreicher Werke der bildenden Kunst ein. Insgesamt 350 RUB-Bände entstanden bis 1990. Einige davon erschienen in Lizenz im westdeutschen Röderberg-Verlag. Daneben baute Reclam Leipzig in ihrer Zeit sein buchkünstlerisches Programm aus. Es erschienen 34 von ihr gestaltete Grafik-Mappen, 24 größerformatige, illustrierte Bücher und Drucke der „Dürer-Presse“ mit Werken zeitgenössischer Künstler. Durch die Vergabe von Gestaltungsaufträgen förderte sie zahlreiche DDR-Künstler, zu denen sie gute Kontakte unterhielt. Ihre 1999 erschienene „Bestandsaufnahme“ dokumentiert ihre Kontakte zu Schriftstellern und Künstlern weit über die DDR hinaus und bietet auf Farbtafeln Abbildungen der von ihr gestalteten Bücher.
Pondelik gestaltete auch Einband und Schutzumschlag von Stephan Hermlins Abendlicht, 1979 bei Reclam Leipzig erschienen. Für den Umschlag verwendete sie Caspar David Friedrichs Bild Das Große Gehege aus der Zeit um 1832, das die Galerie Neue Meister in Dresden in ihrem Bestand hat. Den von Jürgen Grambow herausgegebenen Band Vergebliche Verabredung mit ausgewählter Prosa von Uwe Johnson in der Reihe Belletristik von Reclam Leipzig gestaltete Pondelik unter Verwendung eines Holzschnittes von André Ficus mit einem Kopfporträt des Schriftstellers auf dem Cover.

## Teilnahme an zentralen und wichtigen regionalen Ausstellungen in der DDR
- 1977/1978: Dresden, VIII. Kunstausstellung der DDR
- 1979 und 1985: Leipzig, Bezirkskunstausstellungen